# Idmidronea pseudocrisina
Idmidronea pseudocrisina is een mosdiertjessoort uit de familie van de Tubuliporidae. De wetenschappelijke naam van de soort is voor het eerst geldig gepubliceerd in 1944 door Borg.